# Богданов, Евгений Валентинович
Евгений Валентинович Богданов (род. 21 марта 1943) — советский хоккеист, защитник.

## Биография
В командах мастеров провёл два сезона — в чемпионате СССР играл в составе ленинградских клубов «Кировец» (1961/62) и «Спартак» (1962/63). Бронзовый призёр I зимней Спартакиады народов СССР (1962) в составе сборной Ленинграда.